# Dictyna urquharti
Dictyna urquharti är en spindelart som beskrevs av Roewer 1951. Dictyna urquharti ingår i släktet Dictyna och familjen kardarspindlar. Inga underarter finns listade i Catalogue of Life.